# Mellan-Svartsjön
Mellan-Svartsjön är en sjö i Östersunds kommun i Jämtland och ingår i Indalsälvens huvudavrinningsområde. Sjön har en area på 1,45 kvadratkilometer och ligger 443 meter över havet. Sjön avvattnas av vattendraget Slandromsån.

## Delavrinningsområde
Mellan-Svartsjön ingår i det delavrinningsområde (699687-143989) som SMHI kallar för Utloppet av Mellan-Svartsjön. Medelhöjden är 447 meter över havet och ytan är 9,13 kvadratkilometer. Det finns inga avrinningsområden uppströms utan avrinningsområdet är högsta punkten. Slandromsån som avvattnar avrinningsområdet har biflödesordning 2, vilket innebär att vattnet flödar genom totalt 2 vattendrag innan det når havet efter 263 kilometer. Avrinningsområdet består mestadels av skog (16 procent) och sankmarker (60 procent). Avrinningsområdet har 2,04 kvadratkilometer vattenytor vilket ger det en sjöprocent på 22,3 procent.